# Dura Lube 200 1996
Dura Lube 200 1996 var ett race som var den andra deltävlingen i Indy Racing League 1996. Racet kördes den 24 mars på Phoenix International Raceway. Arie Luyendyk blev den förste föraren att vinna tävlingar i både CART och IRL, genom att ta både pole position och seger på Phoenix mile-oval. Buzz Calkins behöll mästerskapsledningen tack vare sin sjätteplats, även om trean Mike Groff tog in några poäng inför säsongsfinalen Indianapolis 500.

## Slutresultat
| Plats | Förare              | Team                    | Grid | Kvaltid |
| ----- | ------------------- | ----------------------- | ---- | ------- |
| 1     | Arie Luyendyk       | Byrd/Treadway Racing    | 1    | 19,608  |
| 2     | Scott Sharp         | A.J. Foyt Enterprises   | 6    | 19,982  |
| 3     | Mike Groff          | A.J. Foyt Enterprises   | 7    | 20,441  |
| 4     | Richie Hearn        | Della Penna Motorsports | 2    | 19,694  |
| 5     | Johnny O'Connell    | Cunningham Motorsports  | 10   | 20,611  |
| 6     | Buzz Calkins        | Bradley Motorsports     | 8    | 20,465  |
| 7     | Stéphan Grégoire    | Hemelgarn Racing        | 12   | 20,830  |
| 8     | Michele Alboreto    | Scandia/Simon Racing    | 21   | 22,408  |
| 9     | Johnny Unser        | Project Indy            | 19   | 22,218  |
| 10    | Dave Kudrave        | Tempero/Giuffre Racing  | 20   | 22,363  |
| 11    | Tony Stewart        | Team Menard             | 4    | 19,885  |
| 12    | Johnny Parsons Jr.  | Blueprint Racing        | 17   | 21,772  |
| 13    | Robbie Buhl         | Beck Motorsports        | 11   | 20,773  |
| 14    | John Paul Jr.       | PDM Racing              | 13   | 20,966  |
| 15    | Jim Guthrie         | Blueprint Racing        | 18   | 22,019  |
| 16    | Roberto Guerrero    | Pagan Racing            | 3    | 19,884  |
| 17    | Davey Hamilton      | A.J. Foyt Enterprises   | 9    | 20,505  |
| 18    | Scott Brayton       | Team Menard             | 5    | 19,963  |
| 19    | Fermín Vélez        | Scandia/Simon Racing    | 15   | 21,326  |
| 20    | Michel Jourdain Jr. | Team Scandia            | 14   | 21,038  |
| 21    | Lyn St. James       | Team Scandia            | 22   | -       |
| 22    | Paul Durant         | ABF Motorsports         | 16   | 21,355  |

Följande förare kvalificerade sig inte:
- Dan Drinan
- Buddy Lazier
- Eddie Cheever
- Stan Wattles